# Oshkosh All-Stars 1947-1948
La stagione 1947-48 degli Oshkosh All-Stars fu l'11ª nella NBL per la franchigia.
Gli Oshkosh All-Stars arrivarono terzi nella Western Division con un record di 29-31. Nei play-off persero il primo turno con i Minneapolis Lakers (3-1).

## Roster
| N° | Naz.                   | Ruolo | Sportivo        | Anno | Alt. | Peso |
| -- | ---------------------- | ----- | --------------- | ---- | ---- | ---- |
|    | Stati Uniti (bandiera) | AC    | Gene Englund    | 1917 | 193  | 93   |
|    | Stati Uniti (bandiera) | AC    | Bob Carpenter   | 1917 | 196  | 91   |
|    | Stati Uniti (bandiera) | GA    | Glen Selbo      | 1926 | 191  | 88   |
|    | Stati Uniti (bandiera) | GA    | Walt Lautenbach | 1922 | 188  | 84   |
|    | Stati Uniti (bandiera) | GA    | Jack Maddox     | 1919 | 191  | 84   |
|    | Stati Uniti (bandiera) | AC    | Leroy Edwards   | 1914 | 193  | 91   |
|    | Stati Uniti (bandiera) | AC    | Clint Wager     | 1920 | 196  | 95   |
|    | Stati Uniti (bandiera) | AC    | Floyd Volker    | 1921 | 193  | 93   |
|    | Stati Uniti (bandiera) | GA    | Bill Hapac      | 1918 | 188  | 85   |
|    | Stati Uniti (bandiera) | G     | Fred Rehm       | 1921 | 191  | 88   |
|    | Stati Uniti (bandiera) | GA    | Eddie Riska     | 1919 | 183  | 79   |
|    | Stati Uniti (bandiera) | GA    | Bill McDonald   | 1916 | 191  | 86   |
|    | Stati Uniti (bandiera) | GA    | Bob Sullivan    | 1921 | 183  | 82   |
|    | Stati Uniti (bandiera) | G     | Abel Rodrigues  | 1922 | 183  | 79   |
|    | Stati Uniti (bandiera) | G     | Ted Scalissi    | 1921 | 173  | 73   |

## Staff tecnico
- Allenatore: Lonnie Darling